# Rémi Garde
Rémi Garde (L’Arbresle, 1966. április 3. –) francia válogatott labdarúgó, edző.

## Pályafutása

### Klubcsapatban
L’Arbresle-ben született. Pályafutását az Olympique Lyon csapatában kezdte 1982-ben. A felnőtt csapatban 1987 és 1993 között játszott. 1993 és 1996 között a Strasbourg játékosa volt, mellyel 1995-ben bejutott a francia kupa döntőjébe. 1996 és 1999 között az Arsenal együttesében játszott, melynek tagjaként 1998-ban megnyerte az angol bajnokságot.

### A válogatottban
1990 és 1992 között 6 alkalommal szerepelt a francia válogatottban. Részt vett az 1992-es Európa-bajnokságon. 

### Edzőként
Edzőként 2011 és 2014 között az Olympique Lyon, 2015 és 2016 között az Aston Villa, 2017 és 2019 között a Montréal Impact csapatát irányította.

## Sikerei, díjai

### Klubcsapatban
Olympique Lyon
- Francia másodosztályú bajnok (1): 1988–89

RC Strasbourg
- Francia kupadöntős (1): 1994–95
- Intertotó-kupa (1): 1995

Arsenal FC
- Angol bajnok (1): 1997–98

### Edzőként
Olympique Lyon
- Francia kupadöntős (1): 2011–12
- Francia szuperkupa (1): 2012

## Külső hivatkozások
- Rémi Garde adatlapja a National-Football-Teams.com oldalon (angolul)

- Rémi Garde (angol, francia, spanyol nyelven). FootballDatabase.eu
- Rémi Garde (angol nyelven). eu-football.info
- Rémi Garde (német nyelven). kicker.de
- Rémi Garde adatlapja a worldfootball.net oldalon (angolul)